# 알리 사미 옌 경기장
알리 사미 옌 경기장(튀르키예어: Ali Sami Yen Stadyumu)은 터키 이스탄불 메지디예쾨이에 위치한 축구 경기장이였다. 총 24,000명을 수용할 수 있었으며 터키의 갈라타사라이 SK의 홈 구장이였다. 투르크 텔레콤 아레나가 지어진 뒤로 철거되며 결국 역사속으로 사라지고 말았다.

## 갈라타사라이 SK
알리 사미 옌 경기장은 많은 유럽 팀들에게 지옥 (Hell)이라고 불리는데 유럽 팀들의 터키 원정의 공포는 대부분 알리 사미 옌 경기장으로 인해 생긴 것이다.
특히 유명 축구 선수들이 알리 사미 옌 경기장에서 원정 경기 후 인터뷰에서 알리 사미 옌 경기장의 분위기 대해 말들을 남겼는데 이것들이다.
파올로 말디니 ' 그 누구도 이 경기장에 2만명 밖에 없다는 사실을 믿을 수 없을 것이다. '(갈라타사라이와 밀란의 경기 후)

엣하르 다비츠 ' 우리도 이런 서포터가 있었다면 우린 매 경기마다 승리했을 것이다. ' (갈라타사라이와 유벤투스의 경기 후)

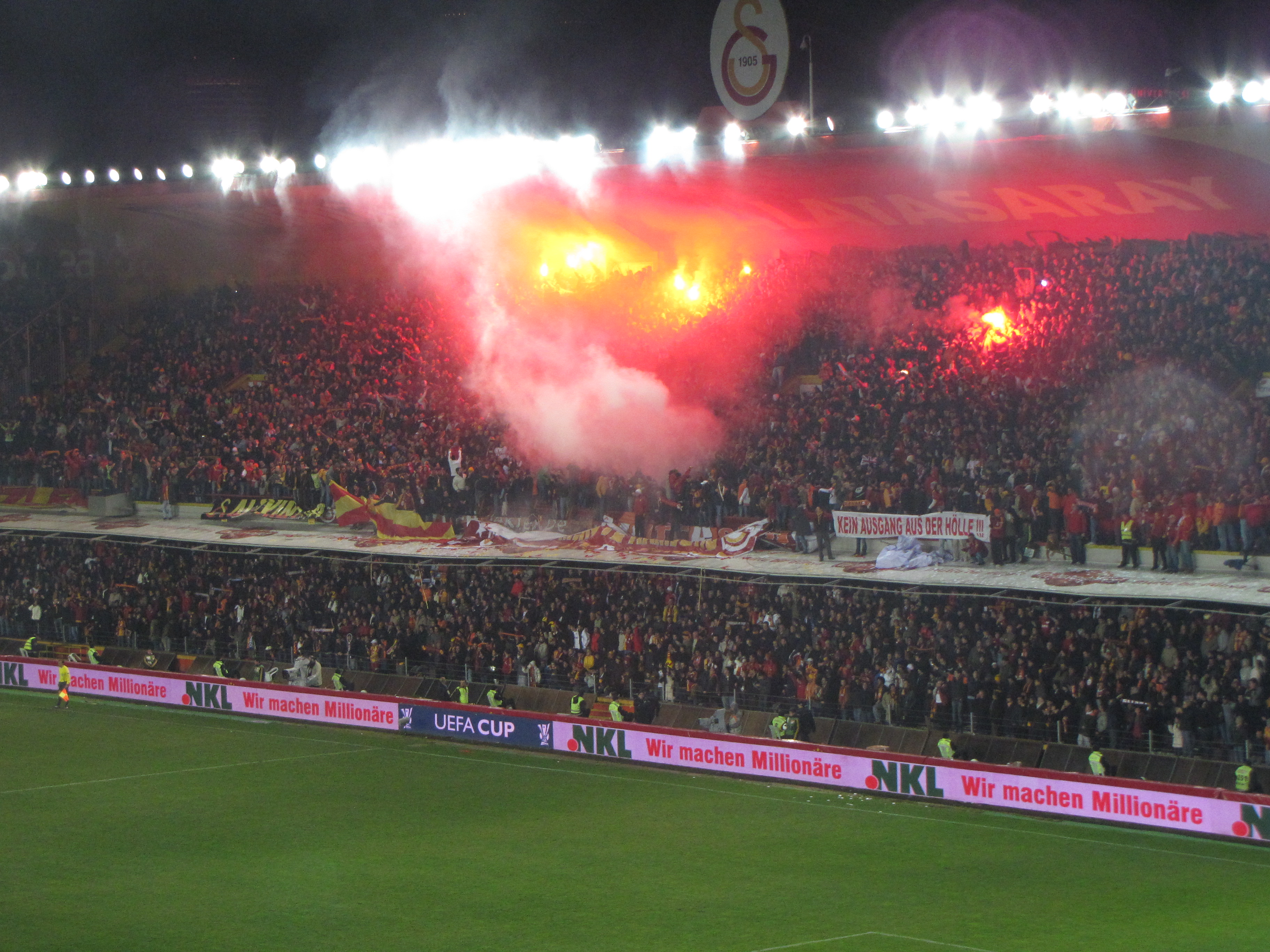
함부르크SV와의 UEFA 경기 중 알리 사미 옌 경기장

## 역사
알리 사미 옌 경기장이라는 이름은 갈라타사라이 SK를 만든 사람이자 첫 구단주인 알리 사미 옌(Ali Sami Yen)의 이름을 따서 만들어졌다. 이 경기장에서 열린 첫 경기는 1910년 12월 20일, 터키-불가리아와의 국가대표 경기다.

### 철거
튀르크 텔레콤 아레나 개장 후 결국 철거되었다.

## 이야기
알리 사미 옌이 철거 된 후 그 자리에 종합 비지니스 건물 공사중 노동자 11명이 추락사 하는 사고가 일어나는 안타까운 일이 발생하였다.

## 기록

### 2002년 FIFA 월드컵 유럽 지역 예선
| 날짜             | 팀 1     | 스코어 | 팀 2       | 라운드     |
| ---------------- | -------- | ------ | ---------- | ---------- |
| 2000년 9월 2일   | 튀르키예 | 2 - 0  | 몰도바     | 4조        |
| 2001년 3월 24일  | 튀르키예 | 1 - 1  | 슬로바키아 | 4조        |
| 2001년 9월 5일   | 튀르키예 | 1 - 2  | 스웨덴     | 4조        |
| 2001년 11월 14일 | 튀르키예 | 5 - 0  | 오스트리아 | 플레이오프 |

## 같이 보기
- 네프 스타디움
- 이스탄불